# Nagyrábé, Hajdú-Bihar
Nagyrábé este un sat în districtul Püspökladány, județul Hajdú-Bihar, Ungaria, având o populație de 2.264 de locuitori (2011). 

## Demografie
Componența etnică a satului Nagyrábé
     Maghiari (92,79%)
     Romi (6,96%)
     Necunoscut (0,25%)
     Alții (0,25%)
Componența confesională a satului Nagyrábé
     Reformați (51,24%)
     Fără religie (16,39%)
     Romano-catolici (2,87%)
     Necunoscută (28,98%)
     Alte religii (1,15%)
Conform recensământului din 2011, satul Nagyrábé avea 2.264 de locuitori. Din punct de vedere etnic, majoritatea locuitorilor (92,79%) erau maghiari, cu o minoritate de romi (6,96%). Apartenența etnică nu este cunoscută în cazul a 0,25% din locuitori.  Din punct de vedere confesional, majoritatea locuitorilor (51,24%) erau reformați, existând și minorități de persoane fără religie (16,39%) și romano-catolici (2,87%). Pentru 28,98% din locuitori nu este cunoscută apartenența confesională.